# 코드 기어스 반역의 를르슈
《코드 기아스 반역의 를르슈》(コードギアス 反逆のルルーシュ 고도기아스 한갸쿠노루루슈[*], CODE GEASS Lelouch of the Rebellion)는 일본의 선라이즈에서 제작한 텔레비전 애니메이션으로, 일본에서 2006년 10월 5일부터 2007년 3월 29일까지 23화가 방영되었으며 같은 해 7월 28일에는 24화와 25화를 DVD로 발매하여 총 25화로 완결되었다. 전편을 기준으로 1년 후의 세계에서 제로가 다시 활동하기 시작하는 《코드 기아스 반역의 를르슈 R2》가 2008년 4월 6일부터 9월 28일까지 전 25화로 방영되면서 완결되었다.
2016년 후속작인 《코드 기아스 부활의 를르슈》가 공개되었다. 후속작은 2019년 2월에 극장판으로 개봉한다.

## 개요
원작이 되는 코드 기아스 3개의 작품중 를르슈가 주인공이 되는 반역의 를르슈 편을 기준으로 작품이 구성되어 있다. 1기(흔히 R1이라고 부름)는 를르슈가 기아스의 능력을 받아 흑의기사단을 창설하고 블랙 리벨리온을 일으키는 시점까지를, 2기인 R2는 블랙 리벨리온 이후를 시점으로 하고있다.

## 세계관

### 국가
신성 브리타니아 제국(일본어: 神聖ブリタニア帝国, Holy Empire of Britannia)
세계의 1/3을 지배하고 있는 거대한 제국으로 세계를 상대로 정복전쟁을 벌인다. 본토는 브리타니아 대륙(아메리카 대륙)이다. 98대 황제 샤를르 지 브리타니아의 사망후 99대 황제 를르슈 비 브리타니아가 귀족 제도를 폐지하면서 절대황권을 구축하지만 이후 100대 황제 나나리 리 브리타니아가 슈나이젤파에 추대되어 황제에 즉위하자마자 제국을 해체시킨다.
에어리어 11
본래 일본이라는 이름의 독립국가였지만 사쿠라다이트의 이권을 둘러싼 브리타니아와의 전투에서 패해 정복당해 에어리어 11이라는 식민지로 전락해버렸다. 후에 다시 독립하여 새로운 수상으로 오우기가 임명되었다.
행정특구 일본
유페미아가 브리타니아와 일본의 평화공존을 위해 구상한 정책. 그러나 유페미아는 제로의 기아스에 의해 행사장에서 일본인 학살극을 명령하게 되고, 이로 인해 행정특구는 물거품이 되어 버린다. 유페미아는 이 사건에서 제로에게 살해되고, 블랙 리벨리온이 발생한다.
합중국 일본
후지산의 학살극 이후 제로가 일본인들 앞에서 약속한 새로운 일본. 강자가 약자를 괴롭힐 수 없고, 모두가 평등함을 가지는 나라라고 제로가 설명했다.
황제직할령 일본
신성 브리타니아 제국 99대 황제 를르슈가 직접 다스리던 식민지. 황제의 피살로 인해 브리타니아로부터 다시 해방되었다.
초합집국
세계의 합중국들이 모여 형성된 국가 연합. 민주주의 체계로 운영되고 있으며 1대 최고 평의회 의장으로 카구야가, 2대 최고 평의회 의장으로 루루슈가 임명되었었다.
에어리어 18
중동에 위치한 브리타니아의 마지막 식민지.
EEU
브리타니아 제국과 대립하고 있는 강대국. 현실의 유럽연합에 대응하는 국가로 보인다. 민주정치를 행하고 있다. 제로와 스자쿠의 대화에서 브리타니아와의 전쟁에서 EEU의 개입했을 경우가 언급되는 것을 볼때 이 세계의 EEU는 러시아가 참가하고 있다.
중화연방(중국어: 中華聯邦)
브리타니아와 대립하고 있는 극동의 연방. 중국에 대응하는 국가로 보인다. 천자가 존재하는 것으로 보아 전제정치를 행하고 있는 것 같다. 현 천자가 어리다는 이유로 그 주위의 대환관들이 권력을 장악하고 있었지만 후에 리 신쿠의 쿠데타로 환관들은 모두 몰살당한다.

### 조직
흑의 기사단(일본어: 黑の騎士団 구로노키시단[*], Black Knights)
제로가 코넬리아에 패하고 나서 결성한 군대. 일본해방전선의 호텔 점거사건 당시 발족. 브리타니아와 싸우면서도 일본해방전선의 인질극을 진압하고 리플레인 밀수조직을 처단하고 중화연방의 사와사키 그룹을 체포하는 등의 활동을 한다. 이는 대외적으로 흑의 기사단이 약자의 편, 정의의 사도임을 주장하기 위한 방편이었다. 유페미아의 행정특구 일본 사건 직후 브리타니아로부터의 독립을 선언, 합중국 일본이라는 국호를 내세워 각 레지스탕스 그룹, 교토, 사무라이의 피 등 일본의 저항 세력 거의 전부를 흡수하고 도쿄 조계를 향해 진격하나, 점령전 도중 제로(를르슈)의 이탈로 인하여 패배하고 R2에서는 사성검중 우라베와 카렌, C.C등의 멤버만 남아 저항한다.
일본해방전선(일본어: 日本解放戦線 닛폰카이호센센[*])
구 일본군으로 구성된 에어리어 11 최대의 저항세력이었으나 나리타 전투에서 괴멸한다. 본래 일본해방전선 소속인 토도와 사성검은 카타세 소장 사망 이후 제로의 검은 기사단에 가세한다.
사무라이의 피(일본어: サムライの血 사무라이노치[*])
중부지역 최대의 저항세력이었지만 코넬리아에 의해 괴멸되었다. 작 후반에서 잔존세력은 흑의 기사단에 흡수된다.

### 역사
브리타니아 즉위기 = 황력 (A.T.B = Accession Throne Britannia)
브리타니아의 연도표기법. 브리타니아 황실의 시조로하는 알윈 1세가 아우구스투스의 로마 제국으로부터 독립을 획득 셀틱 부족장으로 즉위 한 해를 원년으로하는 브리타니아의 기년법. 리카르도 반 브리타니아 1세에 의해 제정되었다. 신성 브리타니아 제국 본토와 에리어에서 널리 사용되고있다. 명예 브리타니아인의 임명 시험에 출제된다. - 출처: 를르슈의 브리타니아 역사강좌
워싱턴의 난
코드 기아스의 세계관에서는 미국 독립전쟁이 워싱턴의 난으로 불린다. 당시 벤자민 프랭클린이 원조를 위해 프랑스의 루이 16세를 설득하려 프랑스로 갔지만 그곳에서 브리타니아 공을 만나 백작 작위와 식민지 아메리카의 영지를 받고 전향해버린다. 이후 혁명군은 요크타운에서 조지 워싱턴의 사망과 함께 전투에서 패배하고 혁명은 실패로 돌아간다. 이 때가 현실과 코드 기아스의 세계를 나누는 기점인 듯 하다. - 출처: 를르슈의 브리타니아 역사강좌
에든버러의 굴욕
가상의 사건으로, 트라팔가 해전에서 패한 여왕 엘리자베스 3세(코드 기아스 세계관에서는 엘리자베스 1세 이후 제임스 1세 대신 여왕의 사생아라는 설정인 헨리 9세가 왕위에 즉위한다. 이 후부터 왕실계보가 다른 듯 하다.)가 브리튼에 상륙한 나폴레옹의 군대에 쫓겨 에든버러까지 왔지만 혁명세력의 포로가 되어 왕정을 폐지하도록 협박을 받는다. 이때 엘리자베스 3세의 애인인 리카르도 반 브리타니아가 여왕을 구출해 브리타니아 대륙(아메리카 대륙)으로 천도하였다고 한다. 이후 여왕은 후계자가 없었기 때문에 죽을 당시 리카르도 반 브리타니아를 후계자로 지명하게 되었고 리카르도 반 브리타니아가 즉위하면서 신성 브리타니아 제국이 세워지게 된다. - 출처: 를르슈의 브리타니아 역사강좌블랙 리벨리온(Black Rebellion)
코드 기아스 반역의 를르슈 후반부에 행정특구 일본에서 시작하여 흑의기사단을 중심으로 한 일본의 전 세력이 뭉친 일본 독립 운동(혹은 공격). 제로가 지휘권을 이탈한 뒤 흑의기사단을 비롯한 저항세력은 완전히 괴멸되었는데, 이후 브리타니아가 이 운동을 일컫는 용어이기도 하다. 코드 기아스 반역의 를르슈 R2의 기본적 세계관이 된다.

### 사회
조계(일본어: 租界)
브리타니아인들의 사는 도시를 통칭. 플로어파트를 사용하여 만들어졌으며, 일부 구획(학원,언론,관청)은 견고한 기반에 위치, 1기 최종화에서는 이들 구획은 그대로 보존되었다.(다른 지역은 를르슈의 계획으로 모두 붕괴되었다.) 앗슈포드 학원은 도쿄조계의 학원 지구에 위치해 있다.
게토(일본어: ゲットー )
일레븐(일본인)거주지역. 조계와 비교하였을 때 시설 등이 매우 낙후되어 있다. 레지스탕스들의 거점으로도 많이 이용되며, 브리타니아군의 학살행위와 군사작전시에 이 곳에서 많이 벌어진다.

### 과학
사쿠라다이트(Sakuradite, 일본어: サクラダイト)
고온 초전도체 생산에 필요한 지하자원으로 브리타니아가 일본을 침략하는 원인이 된 자원이다. 에어리어 11은 전 세계 사쿠라다이트 생산량의 70%를 차지하고 있으며 후지산에 거대한 광산이 있다. 1기에서 를르슈가 액체 사쿠라다이트로 쿠루루기 스자쿠를 친구로서 위협한다.
원자력/핵폭탄
니나가 로이드에게 자신의 연구에 대해 이야기하는 장면에서 핵분열의 원리와 동위원소분리에 대해 설명한다. 추측컨대 코드 기아스의 세계관에서는 원자력이 그다지 주목받지 못하는 에너지원이거나, 아예 연구되지조차 않은 것으로 보인다. 최종화에서 니나가 자신의 이론을 가지고 핵폭탄을 제작하여 등장한다. 등장인물들의 대사로 미루어 보았을 때 TNT대신 사쿠라다이트를 기폭제로 사용하는 것으로 보인다.
게히온 디스터버
락샤타, 세실, 로이드가 공동으로 연구하고 있던 주제. 작중에서 락샤타에 의해 완성되었다. 나이트메어의 구동계에 쓰이는 사쿠라다이트를 교란시키기위해 지면에 설치, 제 6 세대 이전의 나이트메어 프레임의 구동을 중단해버리는 능력도 있다. 또한 스텔스 기능도 있어 가웨인의 하드론 캐논을 완성시키는 데에 응용되었을 때 본래의 기체에 없던 스텔스 능력까지 가웨인에 부여되었다.

## 코드 기아스 반역의 를르슈
2006년 10월부터 마이니치 방송에서 방송되어 2007년 4월, 23화까지 방영된 뒤 같은 해 7월에 24화와 25화를 끝으로 완결되었다.

### 줄거리
황력 2010년 8월 10일. 독립국가 일본은 초강대국 신성 브리타니아 제국으로부터 선전포고를 받게 된다. 그 뒤, 브리타니아와의 전쟁에서 진 일본은 〈에리어 11(AREA 11)〉이라고 하는 이름의 속령이 되어, 일본인은 〈일레븐(11)〉의 이름으로 불려 권리도 존엄도 자유조차 빼앗겼다.
〈에리어 11〉에 사는 브리타니아인 소년 를르슈 란페르지, 그는 일찍이 브리타니아의 황족이었지만, 스스로의 무력함 때문에 조국 브리타니아에 모두를 빼앗겨 버린다. 그리고 브리타니아의 일본 침공 이후로 조국과 아버지·브리타니아 황제에 대해서 복수심의 불이 타오른다.
7년 후, 학생 생활을 보내면서 조국 타도를 모색하는 를르슈에게 일대 전환기가 찾아온다. 브리타니아군과 레지스탕스의 항쟁에 우연히 말려 들어간 그는, 군에 잡혀온 수수께끼의 소녀 C.C.로부터, “모든 명령을 타인에게 절대 복종시키는 힘” 〈기아스〉를 얻는다. 〈의사〉와〈지략〉, 그리고 〈힘〉을 손에 넣은 를르슈는, 브리타니아를 붕괴시키기 위해서 움직이기 시작한다.
그 때, 브리타니아 군인이 된 를르슈의 한 때의 친구 쿠루루기 스자쿠는, 브리타니아의 최신예 나이트메어 프레임〈란슬롯〉의
디바이서가 되어 를르슈가 인솔하는 레지스탕스의 진압으로 향했다. 그는 브리타니아에 의해 멸망당한 일본의 최고 권력자의 아들이다. 그는 브리타니아에 대해 복수심이 아닌 이상을 요구했다. 〈브리타니아가 많은 슬픔을 낳는 존재라면, 자신이 그것을 바꾸어 준다〉라고.
증오와 야망을 숨긴, 가면의 테러리스트 〈제로〉로서 브리타니아를 붕괴 시키려고 하는 를르슈.
이상과 진실을 요구해 란슬롯의 디바이서로서 브리타니아를 변혁하려고 하는 스자쿠.
흑의 소년은 부수기 위해, 싸운다. 흰색의 소년은 바꾸기 위해, 싸운다. 그들은 몇 번이나 전장에서 만나 싸움을 펼친다. 서로가 서로의 친구인 일을 알지 못하며 …….

### 주제가
- 오프닝 곡(Opening)

COLORS - FLOW 歌
해독불능(解讀不能) - 진 歌
눈동자의 날개(瞳ノ翼) - access 歌 (24~25)
- 엔딩 곡(Ending)

용협청춘구(勇俠靑春謳) - ALI Project 歌
모자이크 조각(モザイクカケラ) - Sunset Swich 歌

### 방영 목록
| 화수       | 부제 (원제/풀이)      | 부제 (원제/풀이)           | 각본                          | 콘티              | 연출              | 작화 감독                                   | 총작화 감독                                     | 방영일           |
| ---------- | --------------------- | -------------------------- | ----------------------------- | ----------------- | ----------------- | ------------------------------------------- | ----------------------------------------------- | ---------------- |
| STAGE 01   | 魔神 が 生まれた 日   | 마신이 태어난 날           | 오코우치 이치로               | 타니구치 고로     | 아키타야 노리아키 | 치바 유리코 나카타니 세이이치               | 키무라 타카히로 나카다 에이지                   | 2006년 10월 5일  |
| STAGE 02   | 覚醒 の 白き 騎士     | 하얀 기사의 각성           | 오코우치 이치로               | 스나가 츠카사     | 미요시 마사토     | 사코 유키에 야마네 마사히로                 | 치바 유리코 나카다 에이지                       | 2006년 10월 12일 |
| STAGE 03   | 偽り の クラス メイト | 거짓된 클래스메이트        | 오코우치 이치로               | 무라타 카즈야     | 무라타 카즈야     | 신보 타쿠로 타카세 켄이치                   | 치바 유리코 나카다 에이지                       | 2006년 10월 19일 |
| STAGE 04   | その 名 は ゼロ       | 그 이름은 제로             | 오코우치 이치로               | 스나가 츠카사     | 미야케 카즈오     | 타카하시 아키라                             | 치바 유리코 나카다 에이지                       | 2006년 10월 26일 |
| STAGE 05   | 皇女 と 魔女          | 황녀와 마녀                | 오코우치 이치로               | 스나가 츠카사     | 토바 아키라       | 사카모토 슈지 마에다 세이메이               | 치바 유리코 나카다 에이지                       | 2006년 11월 2일  |
| STAGE 06   | 奪われた 仮面         | 빼앗긴 가면                | 오코우치 이치로               | 무라타 카즈야     | 쿠도 히로아키     | 타카하시 아키라                             | 치바 유리코 나카다 에이지                       | 2006년 11월 9일  |
| STAGE 07   | コーネリア を 撃て    | 코넬리아를 쏴라            | 오코우치 이치로               | 스나가 츠카사     | 아키타야 노리아키 | 나카타니 세이이치                           | 치바 유리코 나카다 에이지                       | 2006년 11월 16일 |
| STAGE 08   | 黒 の 騎士団          | 흑의 기사단                | 오코우치 이치로               | 스나가 츠카사     | 바바 마코토       | 사코 유키에                                 | 치바 유리코 나카다 에이지                       | 2006년 11월 23일 |
| STAGE 08.5 | 仮面 の 軌跡          | 가면의 궤적                | 총집편                        | 총집편            | 총집편            | 총집편                                      | 총집편                                          | 2006년 11월 30일 |
| STAGE 09   | リ フ レ イ ン        | 리플레인                   | 오코우치 이치로               | 무라타 카즈야     | 무라타 카즈야     | 신보 타쿠로 타카세 켄이치                   | 치바 유리코 나카다 에이지                       | 2006년 12월 7일  |
| STAGE 10   | 紅蓮 舞う             | 홍련, 춤추다               | 오코우치 이치로               | 스나가 츠카사     | 미야케 카즈오     | 요네야마 코헤이 이케다 유우                 | 치바 유리코 나카다 에이지                       | 2006년 12월 14일 |
| STAGE 11   | ナリタ 攻防戦         | 나리타 공방전              | 오코우치 이치로               | 스나가 츠카사     | 토바 아키라       | 치바 유리코 나카다 에이지                   | 치바 유리코 나카다 에이지                       | 2006년 12월 21일 |
| STAGE 12   | キョウト から の 使者 | 교토에서 온 사자           | 요시노 히로유키               | 사카모토 고       | 쿠도 히로아키     | 타카하시 아키라                             | 키무라 타카히로 나카다 에이지                   | 2007년 1월 4일   |
| STAGE 13   | シャーリー と 銃口    | 샤리와 총구                | 요시노 히로유키               | 신카이 요우       | 아키타야 노리아키 | 신보 타쿠로 타카세 켄이치                   | 치바 유리코 나카다 에이지                       | 2007년 1월 11일  |
| STAGE 14   | ギアス 対 ギアス      | 기아스 대 기아스           | 오코우치 이치로               | 스기시마 쿠니히사 | 바바 마코토       | 김성범                                      | 나카타니 세이이치                               | 2007년 1월 18일  |
| STAGE 15   | 喝采 の マオ          | 갈채의 마오                | 오코우치 이치로               | 스나가 츠카사     | 야마다 토오루     | 무코우야마 유지 사쿠마 켄                   | 키무라 타카히로 나카다 에이지                   | 2007년 1월 25일  |
| STAGE 16   | 囚われ の ナナリー    | 사로잡힌 나나리            | 오코우치 이치로               | 스나가 츠카사     | 미야케 카즈오     | 아마사키 마나무 사사키 무츠미               | 키무라 타카히로 나카다 에이지                   | 2007년 2월 1일   |
| STAGE 17   | 騎 士                 | 기사                       | 노무라 유이치                 | 무라타 카즈야     | 무라타 카즈야     | 요네야마 코헤이 이케다 유우                 | 치바 유리코 나카다 에이지                       | 2007년 2월 8일   |
| STAGE 17.5 | 仮面 の 真実          | 가면의 진실                | 총집편                        | 총집편            | 총집편            | 총집편                                      | 총집편                                          | 2007년 2월 15일  |
| STAGE 18   | 枢木スザク に 命じる  | 쿠루루기 스자쿠에게 명한다 | 오코우치 이치로               | 스기시마 쿠니히사 | 토바 아키라       | 이시다 카나 카마타 유스케 나카타니 세이이치 | 나카타니 세이이치                               | 2007년 2월 22일  |
| STAGE 19   | 神 の 島              | 신의 섬                    | 요시노 히로유키               | 스나가 츠카사     | 마사키 신이치     | 무코우야마 유지 사쿠마 켄                   | 키무라 타카히로 나카다 에이지                   | 2007년 3월 1일   |
| STAGE 20   | キュウシュウ 戦役     | 큐슈 전쟁                  | 노무라 유이치                 | 스나가 츠카사     | 쿠도 히로아키     | 신보 타쿠로 타카세 켄이치                   | 치바 유리코 나카다 에이지                       | 2007년 3월 8일   |
| STAGE 21   | 学 園 祭 宣 言 !      | 학원제 선언!               | 오코우치 이치로               | 스기시마 쿠니히사 | 아키타야 노리아키 | 사카모토 슈지 와시키타 쿄타                 | 치바 유리코 나카다 에이지                       | 2007년 3월 15일  |
| STAGE 22   | 血染め の ユフィ      | 피로 물든 유피             | 오코우치 이치로               | 스나가 츠카사     | 바바 마코토       | 요네야마 코헤이 이케다 유우                 | 치바 유리코 나카다 에이지                       | 2007년 3월 22일  |
| STAGE 23   | せめて哀しみとともに  | 적어도 슬픔과 함께         | 오코우치 이치로 노무라 유이치 | 스기시마 쿠니히사 | 마사키 신이치     | 이시다 카나 이타가키 아츠시 타바타 히사유키 | 나카타니 세이이치 키무라 타카히로 나카다 에이지 | 2007년 3월 29일  |
| STAGE 24   | 崩落 の ステージ      | 폭락의 스테이지            | 오코우치 이치로               | 스나가 츠카사     | 미야케 카즈오     | 신보 타쿠로 타카세 켄이치                   | 나타카니 세이이치                               | 2007년 7월 28일  |
| STAGE 25   | ゼ ロ                 | 제로                       | 오코우치 이치로               | 스나가 츠카사     | 토바 아키라       | 치바 유리코 나카다 에이지                   | -                                               | 2007년 7월 28일  |

## 코드 기아스 반역의 를르슈 R2
2008년 4월 6일부터 마이니치 방송에서 방영을 시작하였다. 제로에 의한 일본 해방운동인 블랙 리벨리온에서 1년 뒤를 배경으로 처음부터 다시 대결의 구도가 형성되었다.

### 줄거리
제로에 의한 일본 해방운동인 블랙 리벨리온이 실패로 돌아가고, 대중들은 제로가 죽은 것으로 알고있었다. 1년 후, 에어리어 11은
교정에리어로 선포되어 강압정치가 행해지고 있는 상황을 배경으로 한다.
이전 제로라는 이름으로 브리타니아를 공포에 떨게하던 를르슈는 샤를에 의해 그때의 기억대신 다른 기억이 심어져 남동생으로 설정된 로로와 함께 안정된 생활을 하고 있었다. 하지만 그는 기밀정보국의 보이지 않는 감시속에 지내고 있었다. 그런 어느날 어느 불법 도박장을 찾은 를르슈와 로로. 그곳에서 제로를 찾아온 흑의 기사단 잔당이 난입하고 C.C와 재회하여 기억과 기아스의 능력을 되찾은 를르슈는 기밀정보국 군인을 몰살시킨다.
한편 황제의 명을 받은 스자쿠는 다시 한번 제로를 죽이기 위한 결의를 다진다. 그리고……
최후의 전쟁에서 승리해 세계를 지배하는 자와 제로의 가면을쓴 자가 세계를 향한 대규모의 사기극을 일으키는데…….

### 주제가
- 오프닝 곡(Opening)

o2~(オ-·ツ-~) - ORANGE RANGE 歌
World End - FLOW 歌
- 엔딩 곡(Ending)

행복의 음색(シアワセネイロ) - ORANGE RANGE 歌
나의 아름다운 악의 꽃(わが臘たし惡の華) - ALI Project 歌

### 방영 목록
| 화수    | 부제 (원제/풀이)     | 부제 (원제/풀이)     | 각본            | 콘티                            | 연출                                                    | 작화 감독                                                 | 총작화 감독                   | 방영일          |
| ------- | -------------------- | -------------------- | --------------- | ------------------------------- | ------------------------------------------------------- | --------------------------------------------------------- | ----------------------------- | --------------- |
| TURN 1  | 魔神 が 目覚める 日  | 마신이 눈을뜬 날     | 오코우치 이치로 | 스나가 츠카사                   | 아키타야 노리아키                                       | 이시다 카나 모리 히로유키                                 | 치바 유리코 나카다 에이지     | 2008년 4월 5일  |
| TURN 2  | 日本 独立 計画       | 일본 독립 계획       | 오코우치 이치로 | 스나가 츠카사                   | 토바 아키라                                             | 사카모토 슈지 이타가키 아츠시                             | 치바 유리코 나카다 에이지     | 2008년 4월 13일 |
| TURN 3  | 囚われ の 学園       | 사로잡힌 학원        | 오코우치 이치로 | 무라타 카즈야                   | 바바 마코토                                             | 신보 타쿠로 이케다 유우                                   | 치바 유리코 나카다 에이지     | 2008년 4월 20일 |
| TURN 4  | 逆襲 の 処刑台       | 역습의 처형대        | 오코우치 이치로 | 스기시마 쿠니히사               | 미야케 카즈오                                           | 카데카루 치카시 나카타니 세이이치                         | 나카타니 세이이치             | 2008년 4월 27일 |
| TURN 5  | ナイト オブ ラウンズ | 나이트 오브 라운즈   | 오코우치 이치로 | 스나가 츠카사                   | 아키타야 노리아키 미야케 카즈오                         | 타바타 히사유키 후쿠시마 히데키                           | 치바 유리코 나카다 에이지     | 2008년 5월 4일  |
| TURN 6  | 太平洋 奇襲 作戦     | 태평양 기습 작전     | 오코우치 이치로 | 스나가 츠카사                   | 토바 아키라                                             | 이시다 카나 이타가키 아츠시                               | 치바 유리코 나카다 에이지     | 2008년 5월 11일 |
| TURN 7  | 棄てられた 仮面      | 버려진 가면          | 오코우치 이치로 | 무라타 카즈야                   | 바바 마코토                                             | 사코 유키에 SNIPES                                        | 치바 유리코 나카다 에이지     | 2008년 5월 18일 |
| TURN 8  | 百万 の キセキ       | 백만의 기적          | 오코우치 이치로 | 스기시마 쿠니히사               | 미야케 카즈오                                           | 사카모토 슈지 이케다 유우                                 | 치바 유리코 나카다 에이지     | 2008년 5월 25일 |
| TURN 9  | 朱禁城 の 花嫁       | 주금성의 신부        | 오코우치 이치로 | 스나가 츠카사                   | 사카이 카즈오                                           | 치바 유리코 모리 히로유키                                 | 치바 유리코 나카다 에이지     | 2008년 6월 8일  |
| TURN 10 | 神虎 輝く 刻         | 쉔후 빛나는 때       | 오코우치 이치로 | 스나가 츠카사                   | 토바 아키라                                             | 코조 요코 마에다 세이메이                                 | 키무라 타카히로 나카다 에이지 | 2008년 6월 15일 |
| TURN 11 | 想い の 力           | 생각의 힘            | 오코우치 이치로 | 스나가 츠카사                   | 노부타 유우                                             | 마츠바라 카즈유키 나카 모리후미                           | 나카타니 세이이치             | 2008년 6월 22일 |
| TURN 12 | ラブ アタック !      | 러브 어택!           | 오코우치 이치로 | 스나가 츠카사 모리 쿠니히로     | 아키타야 노리아키                                       | 신보 타쿠로 이케다 유우 코구레 마사히로                   | 치바 유리코 나카다 에이지     | 2008년 6월 29일 |
| TURN 13 | 過去 から の 刺客    | 과거로부터의 자객    | 오코우치 이치로 | 무라타 카즈야                   | 요네다 카즈히로                                         | 타바타 히사유키                                           | 치바 유리코 나카다 에이지     | 2008년 7월 6일  |
| TURN 14 | ギアス 狩り          | 기아스 사냥          | 오코우치 이치로 | 스나가 츠카사                   | 미야케 카즈오                                           | 이시다 카나 이타가키 아츠시 마타가 다이스케               | 나카다 에이지                 | 2008년 7월 13일 |
| TURN 15 | C の 世界            | C의 세계             | 오코우치 이치로 | 스나가 츠카사                   | 바바 마코토                                             | 사코 유키에 나카다 에이지 미야마에 신이치 나카자와 유이치 | 치바 유리코 나카다 에이지     | 2008년 7월 20일 |
| TURN 16 | 超合集国決議第壱號   | 초합집국 결의 제일호 | 오코우치 이치로 | 스나가 츠카사                   | 아베 타츠야 카와하라 토모히로                           | 카와하라 토모히로                                         | 치바 유리코 나카다 에이지     | 2008년 7월 27일 |
| TURN 17 | 土 の 味             | 땅의 맛              | 오코우치 이치로 | 히다카 마사미츠 야마모토 타마요 | 쿠도 히로아키                                           | 사카모토 슈지 마츠이 아키라 나카타니 세이이치             | 나카타니 세이이치             | 2008년 8월 3일  |
| TURN 18 | 第二次 東京 決戦     | 제2차 도쿄 결전      | 오코우치 이치로 | 스나가 츠카사                   | 토바 아키라                                             | 마츠바라 카즈유키 마에다 세이메이 이케다 유우             | 나카다 에이지                 | 2008년 8월 10일 |
| TURN 19 | 裏切り               | 배신                 | 오코우치 이치로 | 무라타 카즈야                   | 아키타야 노리아키                                       | 이시다 카나 SNIPES 나카다 에이지                          | 키무라 타카히로 나카다 에이지 | 2008년 8월 17일 |
| TURN 20 | 皇帝 失格            | 황제 실격            | 오코우치 이치로 | 스나가 츠카사                   | 미야케 카즈오                                           | 코바야시 료 마츠이 아키라 요시다 타카히코                 | 키무라 타카히로 나카다 에이지 | 2008년 8월 24일 |
| TURN 21 | ラグナレク の 接続   | 라그나레크의 접속    | 오코우치 이치로 | 스나가 츠카사                   | 바바 마코토                                             | 타바타 히사유키 나카자와 유이치                           | 나카다 에이지                 | 2008년 8월 31일 |
| TURN 22 | 皇帝 ルルーシュ      | 황제 를르슈          | 오코우치 이치로 | 무라타 카즈야                   | 미요시 마사토 노부타 유우                               | 미야마에 신이치 나카 모리후미                             | 나카타니 세이이치             | 2008년 9월 7일  |
| TURN 23 | シュナイゼル の 仮面 | 슈나이젤의 가면      | 오코우치 이치로 | 이가라시 타츠야                 | 이가라시 타츠야                                         | 사코 유키에 신보 타쿠로 이케다 유우                       | 사코 유키에 나카다 에이지     | 2008년 9월 14일 |
| TURN 24 | ダモクレス の 空     | 다모클래스의 하늘    | 오코우치 이치로 | 스나가 츠카사                   | 토바 아키라                                             | 키무라 타카히로 이타가키 아츠시 마타가 다이스케           | 나카다 에이지                 | 2008년 9월 21일 |
| TURN 25 | Re;                  | Re;                  | 오코우치 이치로 | 스나가 츠카사 무라타 카즈야     | 아키타야 노리아키 미야케 카즈오 바바 마코토 호조 후미야 | 치바 유리코 나카다 에이지                                 | -                             | 2008년 9월 28일 |

## 극장판 3부작
1기와 《R2》를 베이스로 하면서, 모든 대사를 신규 아프레코 해, 《R2》의 〈앞의 시대의 이야기〉로 연결하는 형태로 재구성된다. 주요 캐스트는 기본적으로 TV 시리즈와 같은 성우가 캐스팅 되고 있지만, 서거한 인물이나 당시 아역을 배역하고 있던 캐릭터에 대해서는 새로운 성우로 변하고 있다.
제1작 《코드 기아스 반역의 를르슈 I 흥도》는 2017년 10월 21일부터 전국 79관에서 로드쇼 공개..
제2작 《코드 기아스 반역의 를르슈 II 반도》는 2018년 2월 10일에 공개.
3부작 완결편 《코드 기아스 반역의 를르슈 III 황도》는 2018년 5월 26일 공개.